# Conrad Kaminski
Conrad Kaminski (West Allis, 27 marzo 1994) è un pallavolista statunitense.
Gioca nel ruolo di centrale nell'Academy United.

## Carriera
La carriera di Conrad Kaminski inizia a livello scolastico, giocando per la Marquette University High School, prima di entrare a far parte della Stanford University: partecipa alla NCAA Division I dal 2013 al 2016, raggiungendo la finale durante il suo secondo anno, venendo inoltre inserito nell'All-America First Team durante il suo ultimo anno.
Nella stagione 2016-17 firma il suo primo contratto professionistico, approdando nella Serie A1 italiana con la Porto Robur Costa di Ravenna. In seguito rientra in patria, disputando la NVA 2018 con l'Academy United.

## Palmarès

### Premi individuali
- 2016 - All-America First Team